# Charly Loubet
Pour les articles homonymes, voir Loubet.
Charly Loubet, né le 26 janvier 1946 à Grasse dans les Alpes-Maritimes et mort le 30 janvier 2023, est un footballeur international puis entraîneur français jouant au poste d'ailier gauche.
Formé à l'AS Cannes, il fait ses débuts en championnat de France de division 2 à l'âge de 16 ans. Il joue ensuite au Stade français, à l'OGC Nice, à l'Olympique de Marseille avec lequel il remporte le titre de champion de France en 1971 puis retourne à l'OGC Nice et termine sa carrière en 1982 au sein de son club formateur, l'AS Cannes. Il devient ensuite entraîneur de l'AS Cannes pendant deux ans puis devient entraîneur adjoint jusqu'en 2004.
Il compte 36 sélections en équipe de France et marque 10 buts avec les « bleus ». Avec l'équipe nationale, il parvient en quart de finale des éliminatoires du Championnat d'Europe de football 1968.

## Biographie
Ailier gauche formé à l’AS Cannes, Loubet y devient le plus jeune joueur professionnel de France en faisant ses débuts en équipe première en janvier 1962, en Coupe Drago face au stade rennais, à tout juste 16 ans. En décembre 1962, il est transféré au Stade français, où il découvre la première division. En novembre 1963, il fait son retour dans le sud, à l’OGC Nice, qui est relégué en fin de saison mais remonte l'année suivante. Il profite du retour en première division, en 1965, pour s'imposer comme titulaire.
Joueur vif et virevoltant, Loubet reçoit sa première sélection en équipe de France le 22 mars 1967 contre la Roumanie. Malgré la défaite (1-2), il intègre le groupe en lutte pour la qualification à l'Euro 1968. Il réalise contre le Luxembourg, le 23 décembre 1967, un triplé en 11 minutes qui permet aux Français de se qualifier en quart de finale de l’Euro. Les Français s'inclinent ensuite face aux Yougoslaves. Avec les Niçois, il termine vice-champion de France en 1968.
En 1969, l'OGC Nice est reléguée et Charly Loubet est alors recruté par l'Olympique de Marseille. Vice-champion en 1970, il contribue activement à la conquête du championnat en 1971, vingt-cinq ans après le dernier titre enlevé par les Olympiens. Sous les couleurs marseillaises, il inscrit 40 buts en deux saisons et compose avec Roger Magnusson, Josip Skoblar et Joseph Bonnel une attaque prolifique, l'OM terminant avec la meilleure attaque du championnat.
Charly Loubet connaît à l'intersaison des problèmes avec le président de l'OM, Marcel Leclerc et il signe alors son retour à l'OGC Nice, malgré l'intérêt tardif du Feyenoord Rotterdam, champion d'Europe un an plus tôt. Après quatre saisons pleines mais déclinantes, qui le voient notamment assurer sa 36e et dernière sélection internationale contre l'Argentine le 18 mai 1974, il se blesse grièvement au tibia-péroné. Les dirigeants niçois ne comptent plus sur lui et le mettent sur la liste des transferts alors qu'il lui reste un an de contrat. Malgré les propositions du LOSC, il rejoint en 1975 l'AS Cannes, en deuxième division.
En janvier 1981, à la suite du départ de l'entraîneur cannois Robert Domergue, il est nommé entraîneur de l'équipe première alors qu'il est encore joueur. Il dirige les rouges et blanc jusqu'à la fin de la saison 1982-1983. Il rejoint ensuite le staff du club, au recrutement, au centre de formation puis comme entraîneur adjoint, depuis l'arrivée d'Erik Mombaerts en janvier 1992 jusqu'à sa retraite en 2005.

## Palmarès
- Champion de France en 1971 avec l'Olympique de Marseille.
- Vice-champion de France en 1968 et 1973 avec l'OGC Nice et en 1970 avec l’Olympique de Marseille.
- Champion de France de division 2 en 1965 avec l'OGC Nice.
- Finaliste du challenge des champions en 1969 avec l'Olympique de Marseille[11]

## Statistiques
Le tableau ci-dessous résume les statistiques en match officiel de Charly Loubet durant sa carrière de joueur professionnel,,.
| Saison                   | Club                   | Pays   | Championnat | Championnat | Championnat | Coupes nationales | Coupes nationales | Coupe d'Europe | Coupe d'Europe | Coupe d'Europe | Sélection | Sélection |
| Saison                   | Club                   | Pays   | Division    | Matchs      | Buts        | Matchs            | Buts              | Type           | Matchs         | Buts           | Matchs    | Buts      |
| ------------------------ | ---------------------- | ------ | ----------- | ----------- | ----------- | ----------------- | ----------------- | -------------- | -------------- | -------------- | --------- | --------- |
| 1961- 1962               | AS Cannes              | France | Division 2  | 2           | 1           | 3                 | 2                 | -              | -              | -              | -         | -         |
| 196215 décembre→         | AS Cannes              | France | Division 2  | 18          | 4           | -                 | -                 | -              | -              | -              | -         | -         |
| 15 décembre→ 1962 - 1963 | Stade français         | France | Division 1  | 13          | 3           | 4                 | 3                 | -              | -              | -              | -         | -         |
| 196325 novembre→         | Stade français         | France | Division 1  | 9           | 2           | -                 | -                 | -              | -              | -              | -         | -         |
| 25 novembre→ 1963 - 1964 | OGC Nice               | France | Division 1  | 19          | 6           | 4                 | 3                 | -              | -              | -              | -         | -         |
| 1964 - 1965              | OGC Nice               | France | Division 2  | 22          | 4           | 6                 | 2                 | -              | -              | -              | -         | -         |
| 1965 - 1966              | OGC Nice               | France | Division 1  | 37          | 13          | 2                 | 0                 | -              | -              | -              | -         | -         |
| 1966 - 1967              | OGC Nice               | France | Division 1  | 38          | 10          | 2                 | 0                 | C3             | 2              | 1              | 2         | 0         |
| 1967 - 1968              | OGC Nice               | France | Division 1  | 36          | 13          | 3                 | 1                 | C3             | 2              | 0              | 6         | 3         |
| 1968 - 1969              | OGC Nice               | France | Division 1  | 23          | 8           | 5                 | 3                 | C3             | 1              | 0              | 4         | 0         |
| 1969 - 1970              | Olympique de Marseille | France | Division 1  | 34          | 17          | 2                 | 2                 | C2             | 4              | 3              | 6         | 1         |
| 1970 - 1971              | Olympique de Marseille | France | Division 1  | 32          | 14          | 6                 | 4                 | C3             | 2              | 0              | 7         | 2         |
| 1971 - 1972              | OGC Nice               | France | Division 1  | 36          | 7           | 4                 | 1                 | -              | -              | -              | 6         | 4         |
| 1972 - 1973              | OGC Nice               | France | Division 1  | 38          | 7           | 1                 | 0                 | -              | -              | -              | 3         | 0         |
| 1973 - 1974              | OGC Nice               | France | Division 1  | 26          | 9           | 2                 | 0                 | C3             | 5              | 0              | 2         | 0         |
| 1974 - 1975              | OGC Nice               | France | Division 1  | 19          | 5           | -                 | -                 | -              | -              | -              | -         | -         |
| 1975 - 1976              | AS Cannes              | France | Division 2  | 26          | 4           | 1                 | 0                 | -              | -              | -              | -         | -         |
| 1976 - 1977              | AS Cannes              | France | Division 2  | 27          | 3           | 2                 | 0                 | -              | -              | -              | -         | -         |
| 1977 - 1978              | AS Cannes              | France | Division 2  | 34          | 7           | 1                 | 0                 | -              | -              | -              | -         | -         |
| 1978 - 1979              | AS Cannes              | France | Division 2  | 29          | 5           | 1                 | 0                 | -              | -              | -              | -         | -         |
| 1979 - 1980              | AS Cannes              | France | Division 2  | 34          | 7           | 3                 | 0                 | -              | -              | -              | -         | -         |
| 1980 - 1981              | AS Cannes              | France | Division 2  | 18          | 0           | -                 | -                 | -              | -              | -              | -         | -         |
| 1981 - 1982              | AS Cannes              | France | Division 2  | 2           | 0           | -                 | -                 | -              | -              | -              | -         | -         |
| Total                    | Total                  | Total  | Total       | 572         | 149         | 52                | 21                | -              | 16             | 4              | 36        | 10        |